# 에메라우데 투비아
에메라드 투비아(Emeraude Toubia, 1989년 3월 1일 ~ )는 미국의 배우이다. 캐나다 출생, 텍사스주 브라운스빌에서 살았으며 2010년부터 마이애미에서 생활한 뒤 2015년부터 로스앤젤레스에서 거주하고있다. 멕시코인 어머니와 레바논 출신 아버지 밑에서 자랐다.